# アカガンター
アカガンターは、沖縄県に伝わる妖怪。
姿は赤い髪の赤ん坊のようで、赤い服を着ていることもある。古びた家の中に現れ、夜に広間で寝ている者の枕をひっくり返したり、寝ている者を押さえつけたりするという。
外観や習性にキジムナーとの共通点があることから、キジムナーの仲間、もしくはキジムナーの別名とする説もある。妖怪研究家・多田克己は著書において、座敷童子と同種の妖怪としている。民俗学者・日野巌による『日本妖怪変化語彙』にはアカガンターワラバーの名で、赤い髪の童子の妖怪の記述がある。